# Гуджаратский погром
Гуджара́тский погро́м — серия межрелигиозных столкновений между радикальными индуистами и мусульманами в индийском штате Гуджарат, произошедшие в феврале-марте 2002 года. Наиболее ожесточённые столкновения произошли в Ахмадабаде.

## Повод
Поводом к погрому стал пожар в пассажирском поезде с индуистскими паломниками возле станции Годхра 27 февраля 2002 года. Тогда заживо сгорели 58 (по другим данным 59) человек.
В поджоге была обвинена толпа мусульман, мотивом которых была религиозная неприязнь. Мусульмане отрицали обвинения в умышленном поджоге, хотя признавали, что остановили поезд, протестуя против того, как паломники-индусы насмехались над мусульманами-лоточниками и носильщиками. В 2008 году государственная комиссия пришла к выводу, что пожар был вызван умышленным поджогом.
Многие паломники были членами праворадикальной организации Вишва Хинду Паришад (ВХП), выступающей за строительство индуистского храма в городе Айодхья на месте разрушенной индуистскими шовинистами в 1992 году мечети XVI века. Индусы считают, что мечеть Бабри была построена могольским императором Бабуром на руинах храма бога Рамы и теперь на этом месте необходимо построить индуистский храм. Впоследствии индийский суд запретил как восстанавливать мечеть, так и возводить в Айодхье индуистский храм.

## Погром
Тысячи разъярённых индусов, в том числе старики, женщины и дети, устремились в мусульманские кварталы города и стали переворачивать машины, бить витрины и поджигать дома, принадлежащие мусульманам. В ходе погрома индусы насиловали мусульманок, затем заливали им и их детям в горло керосин и поджигали. Многие тысячи покинули места погромов. Наиболее ожесточённые столкновения произошли в Ахмадабаде. Несмотря на введённый в городе комендантский час, полиции так и не удалось остановить многочисленные акты вандализма и мародёрства.

## Итог
Исламские источники утверждают, что в результате погрома погибло свыше 2000 мусульман, которые были зверски убиты и сожжены заживо. По данным правительства Индии, были убиты 790 мусульман и 254 индуиста, ещё 223 человека пропали без вести и ещё 2500 получили ранения. По данным правозащитных групп, власти не предприняли должных мер по предотвращению насилия против мусульман. Созданная в 2010 году Верховным судом комиссия для расследования погромов не стала выдвигать уголовных обвинений против главного министра штата Нарендры Моди, который является одним из лидеров националистической индуистской партии Бхаратия Джаната (БДП). В 2014 году Моди был избран Премьер-министром Индии. Тем не менее, многие до сих пор уверены, что Моди не прилагал достаточно усилий, чтобы прекратить насилие, и даже косвенно поощрял индусов.
Ближайшим родственникам каждого убитого были выплачены 150 тыс. рупий (около $3400). Правительство штата Гуджарат выплатило в общей сложности 2,04 млрд рупий на оказание помощи и восстановление.
В поджоге вагона обвиняли 94 человек — все они мусульмане, — но 63 были оправданы, в том числе некий Маулви Умарджи, который считался главным зачинщиком. Суд признал виновными в поджоге поезда 31 человека. 11 человек были приговорены к смертной казни, остальные 20 — к пожизненному заключению. Впоследствии приговор для всех участников поджога был смягчён до пожизненного заключения.
В 2016 году суд Ахмадабада приговорил к пожизненному заключению 11 человек за участие в массовом убийстве мусульман. Ещё 12 человек приговорены к 7 годам тюрьмы, а один к десятилетнему заключению. Приговорённые были признаны виновными в убийстве 69 мусульман.